# William A. Wheeler
William Almon Wheeler (Malone, 30 de junio de 1819 - Malone, 4 de junio de 1887) fue un político estadounidense miembro del Partido Republicano. Fue vicepresidente de los Estados Unidos desde 1877 hasta 1881 bajo el mandato del presidente Rutherford B. Hayes.
Durante su vicepresidencia, la administración de Hayes abandonó la Reconstrucción posterior a la Guerra Civil y buscó una alianza entre los republicanos del Norte y los viejos Whigs del Sur. Hayes esperaba que los antiguos Whigs que conformaban las clases empresariales y mercantiles del Sur suplantaran a los propietarios de plantaciones demócratas que dominaban la política y el gobierno. Este escenario no se materializó, y el fin de los esfuerzos republicanos por garantizar los derechos civiles y la igualdad social para los antiguos esclavos condenó a los negros del Sur a la opresión de los supremacistas blancos, que promulgaron las Leyes Jim Crow que perduraron durante décadas.
Como Wheeler había enviudado un año antes de que asumiera el cargo, era un invitado frecuente a los almuerzos sin alcohol de la Casa Blanca. Según Hayes, Wheeler "era uno de los pocos vicepresidentes que mantenía una relación cordial, íntima y amistosa con el presidente. Nuestra familia le tenía un cariño enorme".
Hayes había anunciado al comienzo de su administración que no se presentaría a un segundo mandato. Wheeler no se presentó a la nominación presidencial republicana de 1880 y se retiró al final de su mandato.